# Alcalde de Auckland
El Alcalde de Auckland es la cabeza de gobierno electo del Consejo de Auckland, la autoridad local para la región de Auckland en Nueva Zelanda, la cual controla como una autoridad unitaria. El cargo existe desde octubre de 2010, después de la unión de varias autoridades territoriales. El alcalde es apoyado por un vicealcalde.

## Cargo de alcalde
El alcalde tiene poderes ejecutivos mayores, su propio personal y la capacidad de nombrar a los presidentes de los comités del consejo. El cargo fue originalmente creado tras la elección del 9 de octubre de 2010 para el establecimiento del Consejo de Auckland el 1 de noviembre de 2010. El Consejo reemplazó a los siete consejos de las autoridades territoriales, incluyendo el Consejo de Auckland City, y también el Consejo Regional de Auckland. Antes de 2010, el término "Alcalde de Auckland" era informalmente aplicado al Alcalde de Auckland City cabeza del Consejo de la Ciudad de Auckland.
En las elecciones de alcalde de Auckland de 2010 para el consejo, el entonces Alcalde de Manukau City Len Brown fue elegido, derrotando al Alcalde de la Ciudad de Auckland John Banks, el Alcalde de North Shore City Andrew Williams y el empresario cristiano Colin Craig, entre otros. El alcalde tuvo un presupuesto de $4.1 millones y un personal de 18 hombres en 2011. Brown prefirió no utilizar el tratamiento "Su Adoración".
Candidatos en las elecciones de alcalde de Auckland de 2013 incluían a Len Brown, John Minto y John Palino. Brown fue reelecto.
Brown anunció en noviembre de 2015 que no contendería a las elecciones de alcalde de Auckland de 2016. había 19 candidatos para la posición, y Phil Goff ganó contra Victoria Crone, John Palino, y Chlöe Swarbrick.

## Lista de alcaldes
| # | Nombre      | Retrato | Elecciones  | Inicio de Mandato      | Fin de Mandato          | Vicealcalde    |
| - | ----------- | ------- | ----------- | ---------------------- | ----------------------- | -------------- |
| 1 | Len Brown   |         | 2010 - 2013 | 1 de noviembre de 2010 | 31 de octubre de 2016   | Penny Hulse    |
| 2 | Phil Goff   |         | 2016 - 2019 | 1 de noviembre de 2016 | 28 de octubre de 2022   | Bill Cashmore  |
| 3 | Wayne Brown |         | 2022        | 28 de octubre de 2022  | Actualmente en el cargo | Desley Simpson |

## Cargo de vicealcalde
El vicealcalde es el segundo oficio electo más alto en el Consejo de Auckland. El vicealcalde actúa en apoyo del Alcalde de Auckland. Como la posición de vice primer ministro, este no necesariamente ejerce poder. Son nombrados por el alcalde del los concejales electos de cada distrito. El vicealcalde actual es Bill Cashmore, quien actualmente representa el Distrito de Franklin en el consejo. Cashmore fue nombrado al cargo en octubre de 2016, y asumió a este puesto al juramento de la nueva administración.
Más allá de los comités de todo el consejo, el vicealcalde es miembro ex officio de los siguientes comités del consejo de Auckland:
- Comité de Nombramiento y Revisión de Desempeño
- Comité de Administración de Defensa y Emergencia civil
- Comité de Desarrollo y Seguridad Comunitaria
- Comité Regulador
- Comité de Dominio de Auckland

Como cualquier otro concejal, el vicealcalde puede ser nombrado a comités adicionales qué el alcalde le encargue.

## Lista de vicealcaldes
| Alcalde | Alcalde     | Vicealcalde | Vicealcalde    | Distrito representado | Afiliación    | Inicio de mandato      | Final de mandato        |
| ------- | ----------- | ----------- | -------------- | --------------------- | ------------- | ---------------------- | ----------------------- |
| 1       | Len Brown   | 1           | Penny Hulse    | Distrito de Waitākere | Independiente | 1 de noviembre de 2010 | 31 de octubre de 2016   |
| 1       | Len Brown   | 1           | Penny Hulse    | Distrito de Waitākere | West at Heart | 1 de noviembre de 2010 | 31 de octubre de 2016   |
| 2       | Phil Goff   | 2           | Bill Cashmore  | Distrito de Franklin  | Team Franklin | 1 de noviembre de 2016 | 28 de octubre de 2022   |
| 3       | Wayne Brown | 3           | Desley Simpson | Distrito de Ōrākei    |               | 28 de octubre de 2022  | Actualmente en el cargo |